# Oblivion Bar
L'Oblivion Bar è un luogo immaginario che compare nei fumetti pubblicati dalla DC Comics. Comparve per la prima volta nella serie della DC Day of Vengeance n. 1 (giugno 2005), e fu creato da Bill Willingham e Justiniano.
L'Oblivion Bar funge da quartier generale per il magico supergruppo degli Shadowpact.

## Storia editoriale
L'Oblivion Bar venne presentato per la prima volta in Day of Vengeance n. 1 (giugno 2005). Creato dallo scrittore Bill Willingham e dall'artista Justiniano, fu espanso dallo scrittore Matthew Sturges che ne divenne lo scrittore dal n. 17 (novembre 2007), ed entrambi descrissero il bar come una parte integrante dei fumetti della serie Shadowpact che cominciò ad essere pubblicato dal n. 25 dal luglio 2007 al luglio 2008.
Tutte le altre comparse, come in Superman/Batman n. 46 (aprile 2008) e Checkmate vol. 2 n. 9 (febbraio 2007), furono tutte strettamente collegate con la comparsa in questi fumetti dei personaggi dello Shadowpact, tra cui una storia di Natale, "Christmas Sprint" in DCU Infinite Holiday Special (febbraio 2007), in cui comparve un personaggio simile a Babbo Natale di nome "Chris" ed una renna, in una simpatica vignetta.

## Storia dell'ubicazione
L'Oblivion Bar è un luogo «in cui tutti i tipi di magia... possono spassarsela e rilassarsi senza essere disturbati dai normali, o anche dalla comunità non-magica». Si trova «in una dimensione creata su una sovrapposizione di un numero di dimensioni diverse», e possiede delle entrate dappertutto, inclusa Atlanta, in Georgia, New York, Gotham, Metropolis e New Orleans. L'entrata di Detroit si trova sul retro di uno strip-club, e Kid Devil utilizzò anche un'entrata situata dietro un ristorante cinese di una città senza nome. Queste entrate sono visibili solamente a coloro provvisti di poteri magici. Gli esseri non-magici possono raggiungere l'Oblivion Bar solo dietro invito - o entrandovi con un essere magico o portando con sé un pacchetto di fiammiferi con la scritta "Oblivion", come segno di invito, e accendendone uno. La porta d'entrata cambia da un luogo all'altro di volta in volta, anche se rimane riconoscibile grazie alla magia.
Non si sa da quanto tempo esiste il bar. Il Detective Chimp (ora un alcolista recidivo) visse lì dentro per 30 anni. Jim Rook, Nightmaster, possedette il bar dal 2000 al 2007, ma non fu il primo proprietario. Rook trovò l'entrata al bar sul retro del suo negozio "The Oblivion Bookstore", che si scoprì essere una delle quinte del bar in uno degli universi in miniatura in cui esistette. Whomer Boz era il proprietario terriero all'epoca, e fu lui ad assumere Rook come barman. Quindi, Jim prese il posto di Boz come proprietario quando Boz non riuscì a ritornare al bar da un viaggio in un'altra dimensione, e assunse Blue Devil come buttafuori.
Nightmaster e il gruppo degli Shadowpact (Blue Devil incluso) scomparvero all'interno di una bolla di sangue che circondava la città di Riverrock, Wyoming e furono presunti morti. Quando ritornarono un anno dopo, Nightmaster trovò il bar aperto e veniva mandato avanti da un telecineta, Eddie "Flippy" Deacon. Deacon, che aveva delle pinne al posto delle mani e dei piedi, fu venduto come fenomeno da baraccone dalla madre tossicodipendente da bambino, e fu poi salvato da Batman da una vitta dura dopo la festa di carnevale. Poi imparò la telecinesi, cosa che fece di lui il barman perfetto - poteva mischiare 23 cocktail in una volta mentre faceva il bucato. Eddie non aveva bisogno di un buttafuori, infatti poteva chiudere la gola di chiunque telepaticamente causando grandi danni finché non smettevano, come dimostrato all'angelo Zauriel e a Blue Devil quando scatenarono una rissa. Rifiutò anche di restituire il bar a Rook, citando il fatto che nel frattempo che il bar si fosse trovato nella sua dimensione, le leggi di possessione della Terra non potevano essere applicate.
Prima del periodo di Eddie nel bar non ci furono mai guai nell'Oblivion Bar, nonostante il gruppo disparato ed eterogeneo di demoni, mostri e fate che lo frequentavano. Si vociferava che il nome del bar derivasse dall'ultima persona che creò dei problemi. Tuttavia, il bar fu costretto a chiudere per un po' quando fu distrutto dal combattimento tra Eclipso e Mary Marvel, anche se gli Shadowpact continuarono ad utilizzarlo come quartier generale.
Infine, Nightmaster affidò il bar al Detective Chimp quando decise di rimanere nella Dimensione delle Ombre della Notte, e Eddie fu retrocesso a barista - in quanto nessuno discute con uno scimpanzé.
L'Oblivion Bar è fiero di essere «l'unico universo conosciuto con un proprio happy hour» e che aveva «accessi internet». Anche il telefono funzionava, anche se Eddie non lo sapeva, ed era potenziata da una pietra di Gemworld e finché avevi il codice di chiamata dimensionale si poteva chiamare ovunque. Il bar aveva anche un appendiabiti particolare, Etrigan il Demone, che fu tramutato in pietra da Eli Stone, Midnight Rider, che gli sparò con la sua pistola fantasma quando Etrigan invase il bar in cerca di Blue Devil. A quanto pare, si trova lì da un po' di tempo, infatti l'effetto dura solo alla luce del giorno - che non ricorre nella dimensione miniaturizzata. Contiene anche una forma unica di kryptonite, la kryptonite d'argento, in una scatola su un muro del bar.

## Clienti dell'Oblivion Bar
La lista seguente di clienti è incompleta (a parte i membri degli Shadowpact che comparvero in numerose scene dell'Oblivion Bar):
- Acheron - una creatura fantasma - Shadowpact n. 10
- Amethyst - Superman n. 663
- Animal Man - Day of Vengeance n. 1
- Arion - Day of Vengeance n. 1
- Batman - Superman/Batman n. 46 - invitato dal Detective Chimp
- Andrew Bennett - Day of Vengeance n. 1
- Black Alice - Shadowpact n. 5
- Black Bison - Day of Vengeance n. 1
- Black Orchid - Day of Vengeance n. 1
- Blackbriar Thorn - Day of Vengeance n. 1
- Bloodwynd - Superman/Batman n. 46
- Jason Blood - Day of Vengeance n. 1
- Bork - Day of Vengeance n. 1, Superman n. 663
- Captain Marvel - Shadowpact n. 5
- Cicada - Day of Vengeance n. 1
- Claw l'Inconquistato - Day of Vengeance n. 1
- Creeper - Superman/Batman n. 46
- Darkseid - Day of Vengeance n. 1
- Deadman - Day of Vengeance n. 1 e altri
- Dottor Occult - Day of Vengeance n. 1
- Dottor Fate - Shadowpact n. 12
- Eclipso III -
- El Muerto - Day of Vengeance n. 1
- Etrigan - Day of Vengeance n. 1 - non ospitato, irruppe per cercare Blue Demon e fu trasformato in un appendiabiti
- Freedom Beast - Day of Vengeance n. 1
- Ghost Patrol - Day of Vengeance n. 1, Superman n. 663
- Guy Gardner - Day of Vengeance n. 1
- Kid Devil - Teen Titans n. 42 - gli fu rifiutato un drink e fu buttato fuori perché non aveva 21 anni
- Bill Knightley (finto Arion) - Day of Vengeance n. 1, Superman n. 663 (luglio 2007) - dopo aver lasciato il bar fu aggredito fuori, mentre era ubriaco, dal Arion
- Jennifer Morgan - Day of Vengeance n. 1
- Mr. Miracle - Shadowpact n. 12
- Lo Straniero Fantasma - Day of Vengeance n. 1 ed altri - prima un topo che viveva nel taschino del Detective Chimp finché non trovò il modo di invertire l'incantesimo, e quindi di ritornare in forma umana
- Timothy Raven
- Rex il Cane Meraviglia - Shadowpact n. 5
- Sargon lo Stregone - Day of Vengeance n. 1
- L'Ombra - Day of Vengeance n. 1
- Eli Stone (Midnight Rider) - Shadowpact n. 10
- Superman - Superman/Batman n. 46 - invitato dal Detective Chimp
- Traci Thirteen - Day of Vengeance n. 1, Superman n. 663
- Valda la Ragazza di Ferro - Day of Vengeance n. 1
- Vixen - Day of Vengeance n. 1
- Witchfire - Superman n. 663
- Zauriel - Day of Vengeance n. 1 - later seconded to Shadowpact